# Leccinum roseofractum
Leccinum roseofractum — вид базидіомікотових грибів родини Болетові (Boletaceae). Назви — підберезник, що рожевіє, підберезник мармуровий, підберезник, що окислюється.

## Поширення
Росте в лісах Євразії і Північної Америки. Росте одиночно і групами в червні-жовтні в березових і змішаних з березою лісах, в сирих, моховитих місцях, по краях боліт, віддає перевагу торф'яним ґрунтам, розселяється зазвичай невеликими сімейками по 2-3 екземпляри.

## Опис
Капелюшок рідко досягає великих розмірів в діаметрі, зазвичай до 7 см, в ранньому віці напівкуляста, потім опукла, подушкоподібна. Білувато-бура, з жовтими плямами, по забарвленню іноді нагадує мармур. М'якоть біла, щільна, з приємним грибним ароматом, при дотику і на зламі швидко рожевіє, потім темніє. Гіменофор білуватий, у міру старіння гриба стає сіруватим. Ніжка іноді досягає значних розмірів, до 20 см в довжину, завтовшки звичайний 1-2 см, щільна, покрита світлими сіро-бурими лусочками, іноді біля основи є ледве помітне потовщення. При дотику вмить покривається рожевими плямами.
Їстівний гриб другої категорії.

## Двійники
Має деяку схожість з Leccinum holopus (підберезник болотний). Основна відмінність — м'якоть на зламі рожевіє, отруйних двійників не має.
| Гриб | Це незавершена стаття з мікології. Ви можете допомогти проєкту, виправивши або дописавши її. |